# Ernest de Sarzec

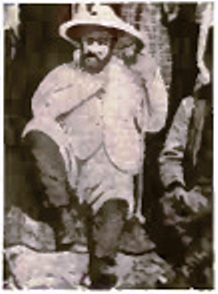
Ernest de Sarzec

Ernest de Sarzec (vollständiger Name Gustave Charles Ernest Chocquin, seit 1880 de Sarzec; * 11. August 1832 in Rennes; † 31. Mai 1901 in Poitiers) war ein französischer Diplomat und Archäologe. Er gilt als Entdecker der sumerischen Kultur.
Ernest de Sarzec trat 1875 sein Amt als neuer Vizekonsul Frankreichs in Basra an, nachdem er zuvor 1872 bis 1875 Vizekonsul Frankreichs im ägyptischen Massaua, mit Vertretungsbefugnis auch gegenüber Äthiopien, gewesen war. Ihm waren die Ausgrabungen seines britischen Kollegen John George Taylor in der sumerischen Stadt Ur bekannt. Da er selbst archäologische Ambitionen hatte, suchte er in der Folgezeit ein Betätigungsfeld und schien es 1877 im Ruinenhügel Tello(h) gefunden zu haben, von dem ihm ein irakischer Kaufmann berichtete. Allerdings mussten zuvor noch Probleme beseitigt werden: er hatte zwar kein Problem damit, eine Genehmigung der französischen Behörden zu bekommen, doch lag das Gebiet der Stadt Tello im Machtbereich des kriegerischen arabischen Stammes der Montefidj, die weder die Zentralregierung in Bagdad noch die dort akkreditierten ausländischen Diplomaten anerkannten. Jedoch konnte de Sarzec das Wohlwollen Nasir Paschas gewinnen. Somit konnte er sich in der Folgezeit problemlos im Stammesgebiet bewegen.
De Sarzec fand ein Ruinenhügel und ehemalige Kanäle, die mit Keramikscherben und Keilschriftziegeln übersät waren. Einer der ersten und bedeutendsten Funde war (kopfloses) Oberteil einer Dioritstatue Gudeas von Lagasch, auf dem Schriftzeichen waren, die keine der bis dahin bekannten Keilschriftsprachen darstellten. Schon 1869 hatte Jules Oppert die Theorie einer weiteren, frühen mesopotamischen Sprache und Kultur aufgestellt. De Sarzec fand hier also den Beweis für deren Existenz und entdeckte eine der bedeutendsten Städte der Sumerer, Girsu und letztlich auch die sumerische Kultur. Dennoch sollte es noch über 30 Jahre dauern sollte, bis die sumerische Sprache entziffert und die Existenz des sumerischen Volkes bewiesen wurde.